# Oppsal IF
L' Oppsal IF est un club de handball qui se situe à Oslo en Norvège. 

## Palmarès
- Championnat de Norvège  (3) : 1987-88, 1989-90, 1991-92.